# Saoirse Ronan
Saoirse Úna Ronan (spreek uit als: SUR-sha ROnen; IPA: [ˈsɜrʃə_ˈɾɔn̪ən̪])), (New York, 12 april 1994) is een Iers actrice en voormalig kindacteur. Ze werd in 2008 genomineerd voor zowel een Oscar, een Golden Globe als een BAFTA Award voor haar bijrol als Briony Tallis in de dramafilm Atonement. In 2010 volgde nog een nominatie voor een BAFTA Award voor haar hoofdrol als moordslachtoffer Susie Salmon in de op het bovennatuurlijke georiënteerde dramafilm The Lovely Bones. Ronan kreeg meer dan tien andere prijzen daadwerkelijk toegekend, waaronder een Saturn Award voor The Lovely Bones.
Ronan maakte haar acteerdebuut in 2003, met een terugkerende rol in de Ierse dramaserie The Clinic. Haar debuut op het witte doek volgde in 2007, als Izzie in de romantische filmkomedie I Could Never Be Your Woman.

## Privé
Ronan is getrouwd met acteur Jack Lowden.

## Filmografie
*Exclusief televisiefilms
- Blitz (2024) - Rita
- The Outrun (2024) - Rona
- Foe (2023) - Henrietta
- See How They Run (2022) -  Constable Stalker
- The French Dispatch (2021) - Junkie / Showgirl
- Ammonite (2020) - Charlotte Murchison
- Little Women (2019) - Jo March
- Mary Queen of Scots (2018) - Mary, Queen of Scots
- On Chesil Beach (2017) - Florence Ponting
- Lady Bird (2017) - Christine "Lady Bird" McPherson
- Loving Vincent (2017) - Marguerite Gachet
- Brooklyn (2015) - Ellis Lacey
- Stockholm, Pennsylvania (2015) - Leia
- Lost River (2014) - Rat
- Muppets Most Wanted (2014) - zichzelf
- The Grand Budapest Hotel (2014) - Agatha
- Justin and the Knights of Valour (2013) - Talia (stem)
- How I Live Now (2013) - Daisy
- The Host (2013) - Melanie Stryder/Wanda
- Byzantium (2013) - Eleanor
- Violet & Daisy (2011) - Daisy
- Hanna (2011) - Hanna
- The Way Back (2010) - Irena
- The Secret World of Arrietty (2010) - stem Arrietty (in Britse vertaling)
- The Lovely Bones (2009) - Susie Salmon
- City of Ember (2008) - Lina
- Death Defying Acts (2007) - Benji McGarvie
- Atonement (2007) - jonge Briony Tallis
- The Christmas Miracle of Jonathan Toomey (2007) - Celia Hardwick
- I Could Never Be Your Woman (2007) - Izzie

## Televisieseries
*Exclusief eenmalige gastrollen
- Proof - Orla Boland (2005, vier afleveringen)
- The Clinic - Rhiannon Geraghty (2003-2004, vier afleveringen)

## Videoclips
- Ed Sheeran - Galway Girl (2017)
- Hozier - Cherry Wine (2016)

## Prijzen en nominaties
Saoirse Ronan won 51 filmprijzen en werd ook 120 maal genomineerd. De belangrijkste:
| Jaar | Prijs              | Categorie                                      | Film             | Uitslag     |
| ---- | ------------------ | ---------------------------------------------- | ---------------- | ----------- |
| 2018 | Golden Globe Award | Beste actrice in een komische of muzikale film | Lady Bird        | Gewonnen    |
| 2018 | Satellite Award    | Beste actrice                                  | Lady Bird        | Genomineerd |
| 2016 | Academy Award      | Beste actrice                                  | Brooklyn         | Genomineerd |
| 2016 | Golden Globe Award | Beste actrice in een dramafilm                 | Brooklyn         | Genomineerd |
| 2016 | BAFTA Award        | Beste actrice                                  | Brooklyn         | Genomineerd |
| 2016 | Satellite Award    | Beste actrice                                  | Brooklyn         | Gewonnen    |
| 2010 | BAFTA Award        | Beste actrice                                  | The Lovely Bones | Genomineerd |
| 2008 | Academy Award      | Beste vrouwelijke bijrol                       | Atonement        | Genomineerd |
| 2008 | Golden Globe Award | Beste vrouwelijke bijrol                       | Atonement        | Genomineerd |
| 2008 | BAFTA Award        | Beste vrouwelijke bijrol                       | Atonement        | Genomineerd |
| 2007 | Satellite Award    | Beste actrice in een bijrol                    | Atonement        | Genomineerd |